# Vestalis venusta
Vestalis venusta är en trollsländeart som beskrevs av Hamalainen 2004. Vestalis venusta ingår i släktet Vestalis och familjen jungfrusländor. IUCN kategoriserar arten globalt som livskraftig. Inga underarter finns listade i Catalogue of Life.